# Setter
(Giulio Colombo, cinologo)
Il setter è una razza canina; in particolare è un tipo di cane da caccia, usato sia da riporto che da punta per uccelli come quaglie, starne, beccaccini, beccacce, forcelli e fagiani. Un setter effettua la ricerca della preda in maniera silenziosa e, una volta trovata, si ferma davanti ad essa puntandola, assumendo la caratteristica ferma. Non a caso, i setter devono il loro nome proprio a questo comportamento, ossia fissare (in inglese to set) puntando con il muso la preda da cercare. La maggior parte dei setter nasce con una predisposizione naturale per la caccia; gli addestratori di cani godono quindi di una buona base istintiva che viene valorizzata fin da cuccioli. Ottimi cani da caccia, ma non solo, ultimamente sono sempre più diffusi come cani da compagnia.
I progenitori dei moderni setter nacquero probabilmente in Spagna nel XVI secolo come evoluzione degli Spaniel. Successivamente questi cani vennero esportati in Francia, ma soprattutto in Inghilterra, dove le razze si svilupparono fino ad arrivare alle varietà odierne di setter.

## Caratteristiche
I setter hanno un pelo lungo e setoso. Possiedono un carattere giocoso e socievole, sia verso gli uomini, sia verso i congeneri. Sviluppano un attaccamento istintivo immediato nei confronti del padrone, al quale sono devotissimi, che si riflette anche verso gli altri membri della famiglia. Inoltre, consumano molta energia e richiedono esercizio per mantenerli attivi ed in forma.
La razza setter comprende le seguenti varietà:
- setter inglese
- setter scozzese (o setter gordon)
- setter irlandese

## Galleria d'immagini

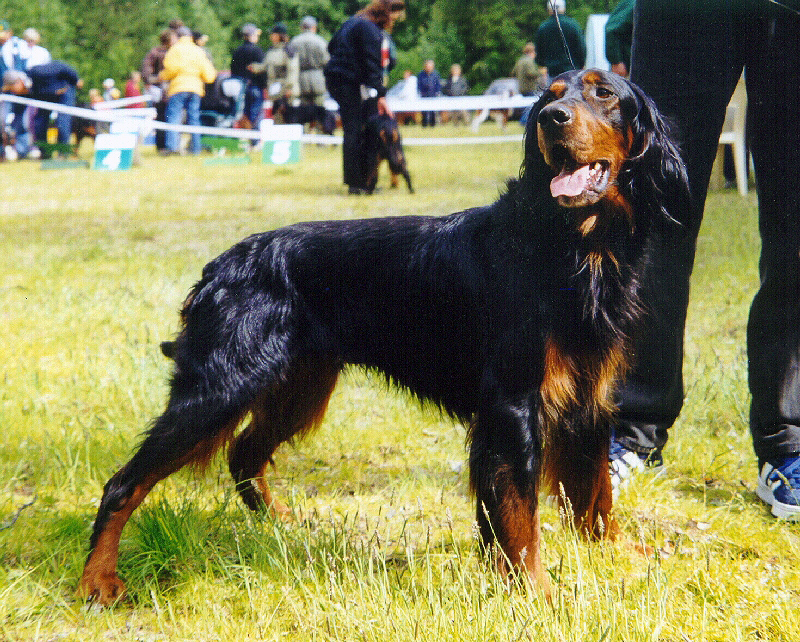
Setter Scozzese
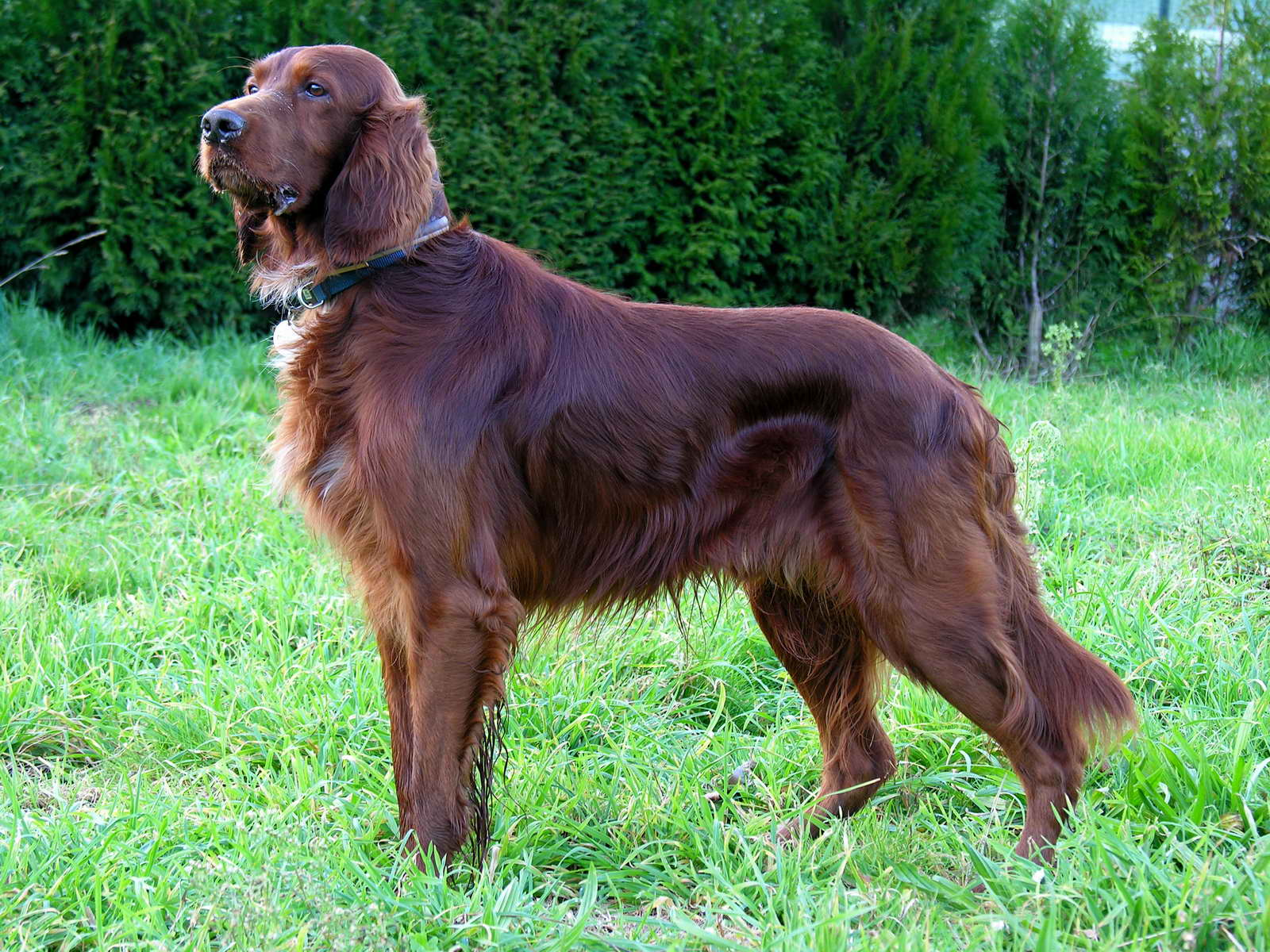
Setter Irlandese
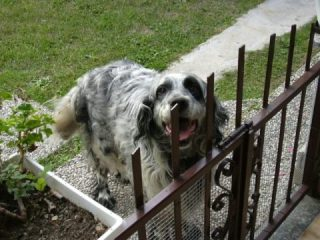
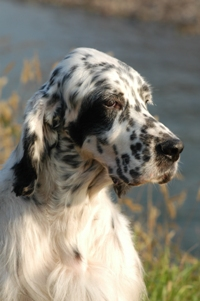
Setter inglese
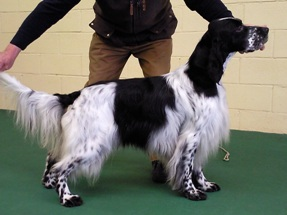
Setter inglese
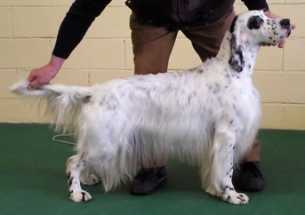
Setter inglese
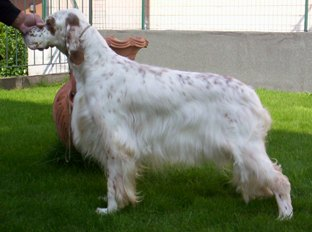
Setter inglese
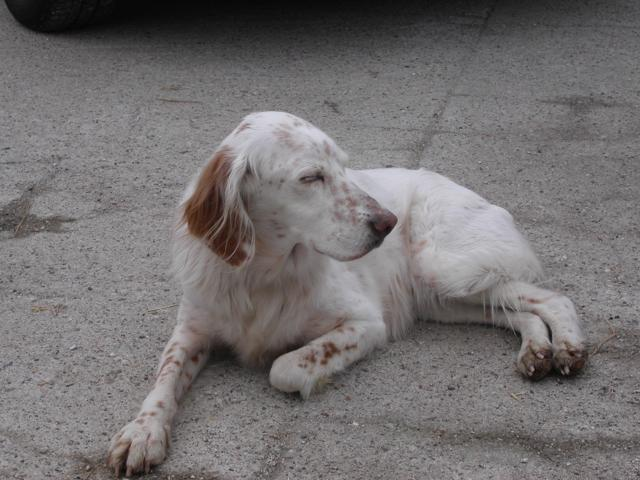
Setter inglese
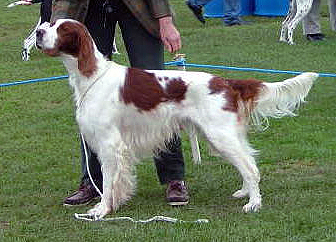
Setter irlandese bianco e rosso